# 악녀 (2017년 영화)
《악녀》는 정병길 감독, 김옥빈 주연의 2017년에 개봉한 대한민국의 액션 영화이다. 2017년 5월에 2017 칸 영화제에서 세계 초연되었다.

## 줄거리
뛰어난 암살자인 숙희는 임무 수행 중 경찰에 포위되지만, 그녀의 실력을 눈여겨본 한국 정보기관은 숙희를 비밀 요원으로 영입하기로 결정한다. 숙희는 성형 수술을 받고 '연수'라는 새로운 신분으로 살아가게 된다. 기관에서 신체 훈련과 사회 적응 교육을 받던 중 임신 사실을 알게 되고, 기관은 그녀에게 10년간 복무하면 자유를 주겠다는 제안을 한다. 연수는 딸 은혜를 낳고 훈련을 마치자마자 첫 암살 임무를 받지만, 목표물을 제거하는 과정에서 실수로 타겟의 딸 앞에서 살인을 저지르고 가까스로 도망친다. 약속대로 딸과 함께 살 수 있는 아파트를 제공받지만, 기관은 연수를 감시하기 위해 정현수라는 요원을 옆집에 배치하고, 정현수는 연수와 딸에게 접근하여 친구가 되면서 서로 사랑하는 사이로 발전한다.
과거, 어린 숙희는 아버지의 죽음을 목격하지만 살인자의 얼굴은 보지 못하고 휘파람 소리만 듣는다. 아버지의 친구였던 장춘에게 납치되어 인신매매 조직에 팔려가지만, 암살자 이중상의 도움으로 살아남고 그에게 암살 기술을 배우며 성장한다. 시간이 흐르면서 숙희는 이중상에게 깊은 애정을 느끼고 결혼까지 약속하지만, 신혼여행 중 이중상은 자신의 죽음을 위장한다. 숙희는 남편의 죽음에 복수심을 불태우고 조직을 파괴하며 영화 초반부의 격렬한 액션을 선보인다.
현재 시점에서, 동료 암살자 민주와 함께 임무를 수행하던 연수는 실수로 휴대전화를 훔치게 된다. 이 일로 민주가 심각한 부상을 입지만 기관은 그녀를 방치하고 사망에 이르게 한다. 훔친 휴대전화에는 최춘모에 대한 정보가 있었고, 기관은 연수가 과거 그를 알았던 점을 근거로 그녀를 이중 스파이로 의심한다. 그러나 권숙은 연수가 이중상의 살인자라며 그녀의 충성심을 보장한다. 한편, 집에서 눈물을 흘리는 연수를 현수가 위로하고, 둘은 결혼을 결심한다. 권숙은 이 결혼을 승낙하고 결혼식 당일 연수에게 다음 암살 목표를 지시하는데, 그 목표물이 바로 죽은 줄 알았던 전 남편 이중상이라는 것을 알고 충격에 빠진다.
이중상은 연수를 찾아내 그녀가 숙희임을 알아보고 위협한다. 연수는 현수가 기관의 스파이임을 알게 되고, 자신을 제거하려는 새로운 요원에 대해 경고한다. 연수는 이중상의 정체를 파헤치다 그가 자신의 전 남편이라는 사실을 깨닫는다. 현수는 이중상의 공격을 받고 딸 은혜가 이중상의 딸이라는 사실을 밝히지만, 이중상은 딸을 신경 쓰지 않고 폭탄을 설치한다. 폭발로 인해 현수와 은혜는 모두 사망하고, 연수는 복수심에 불타 권숙을 찾아간다. 권숙은 연수에게 이중상 조직이 범인임을 밝히고, 현수가 연수를 진심으로 사랑했음을 보여준다.
복수심에 휩싸인 연수는 이중상을 추적하여 그의 부하들을 모두 제거하고 그와 마주한다. 이중상은 연수를 사랑했다고 말하지만, 연수의 아버지를 죽였기 때문에 더 이상 사랑할 수 없다고 말한다. 이중상은 도망치지만 연수는 그를 따라잡아 죽이려 한다. 이중상은 자신을 죽여도 달라지는 것은 없다고 말하며 죽음 이후에 고통이 시작될 것이라고 이야기한다. 그 순간, 연수는 아버지 살해 당시 들었던 휘파람 소리를 듣고 그가 아버지의 살인자라고 확신하며 그를 죽인다. 경찰에 둘러싸인 연수는 미친 듯이 웃는다.

## 캐스팅

### 주연
- 김옥빈 : 김숙희 역 - 본작의 여주인공. 국가 비밀 조직의 킬러.
- 신하균 : 이중상 역 - 본작의 남주인공이자 진 최종 보스. 숙희를 킬러로 길러낸 남자.
- 성준 : 정현수 역 - 본작의 서브 남주인공. 숙희 곁을 맴도는 의문의 남자.
- 김서형 : 권숙 역 - 본작의 서브 여주인공. 국가 비밀 조직의 간부.

### 조연
- 조은지[4] : 김선 역 - 국가 비밀 조직의 요원
- 이승주 : 최춘모 역 - 본작의 중간 보스. 중상의 오른팔.
- 손민지 : 민주 역
- 민예지 : 어린 김숙희 역
- 김연우 : 김은혜 역 - 숙희 딸

### 그 외
- 정건영 : 중상부하 1 역
- 권혁범 : 중상부하2 역
- 조원 : 중상부하 3 역
- 오정석 : 중상부하 4 역
- 김윤주 : 훈련소 동료 1 역
- 이인화 : 훈련소 동료 2 역
- 송재인 : 훈련소 동료 3 역
- 이상철 : 방독면 요원 1 역
- 황보정일 : 방독면 요원 2 역
- 금광산 : 방독면 요원 3 역
- 윤진영 : 현수동료 1 역
- 이강녕 : 현수동료 2 역
- 여대현 : 현수동료 3 역
- 강왕수 : 고급주택 일본남자 역
- 박광재 : 오프닝 조폭보스 역 - 본작의 엑스트라 보스.
- 김대진 : 연극배우 역
- 지대한 : 그림자 1 역
- 서범식 : 그림자 2 역
- 김재현 : 그림자 3 역
- 권원철 : 그림자 4 역
- 김병기 : 그림자 5 역
- 김보성 : 그림자 6 역
- 심지용 : 그림자 7 역
- 정성윤 : 브리핑 남 역
- 백동현 : 요정집 중년남 역
- 곽진석 : 요정집 접대남 역
- 박무영 : 과거 연변포주 역
- 이동희 : 과거 늙은남자 역
- 이승철 : 버스기사 역
- 박기만 : 과거 인상남 역
- 고병택 : 결혼식장 지배인 역
- 추은경 : 가사 도우미 역
- 김예은 : 기도원 훈련생들 역
- 금해나 : 기도원 훈련생들 역
- 나애진 : 기도원 훈련생들 역
- 노현주 : 기도원 훈련생들 역
- 도현 : 기도원 훈련생들 역
- 두진 : 기도원 훈련생들 역
- 박이언 : 기도원 훈련생들 역
- 박주하 : 기도원 훈련생들 역
- 박지아 : 기도원 훈련생들 역
- 변자원 : 기도원 훈련생들 역
- 이주현 : 기도원 훈련생들 역
- 천유진 : 기도원 훈련생들 역
- 최지연 : 기도원 훈련생들 역
- 박도준 : 기도원 훈련소 조교 역
- 김시원 : 과거 연변 훈련생들 역
- 신중혁 : 과거 연변 훈련생들 역
- 신현용 : 과거 연변 훈련생들 역
- 여준환 : 과거 연변 훈련생들 역
- 황윤성 : 과거 연변 훈련생들 역
- 나태민 : 과거 연변 훈련생들 역
- 이형범 : 과거 연변 훈련생들 역
- 홍윤기 : 과거 연변 훈련생들 역
- 신성일 : 과거 장천 부하들 역
- 염석무 : 과거 장천 부하들 역
- 이승재 : 과거 장천 부하들 역
- 왕보인 : 과거 장천 부하들 역
- 현관섭 : 과거 장천 부하들 역
- 한성용 : 고급주택 일본남자 오토바이 부하들 역
- 박원준 : 고급주택 일본남자 오토바이 부하들 역
- 김태하 : 고급주택 일본남자 오토바이 부하들 역
- 손준호 : 고급주택 일본남자 오토바이 부하들 역
- 이종두 : 고급주택 일본남자 오토바이 부하들 역
- 이지혁 : 중상 부하들 역
- 황성호 : 중상 부하들 역
- 이강우 : 중상 부하들 역
- 채태하 : 기도원 요원들 역
- 채원석 : 기도원 요원들 역
- 한상우 : 기도원 요원들 역
- 채원석 : 기도원 요원들 역
- 강영덕 : 국정원 요원들 역
- 권욱락 : 국정원 요원들 역
- 송정현 : 국정원 요원들 역
- 이루다 : 국정원 요원들 역
- 정인태 : 국정원 요원들 역
- 문지현 : 국정원 요원들 역
- 이예준 : 경찰 1 역
- 김인철 : 경찰들 역
- 박현민 : 경찰들 역
- 송재묵 : 경찰들 역
- 신진철 : 경찰들 역
- 정태수 : 경찰들 역
- 최원준 : 경찰들 역
- 황성현 : 경찰들 역
- 주계수 : 경찰들 역
- 강병구 : 오프닝 조폭들 역
- 강정한 : 오프닝 조폭들 역
- 권주영 : 오프닝 조폭들 역
- 김도경 : 오프닝 조폭들 역
- 김성현 : 오프닝 조폭들 역
- 박건호 : 오프닝 조폭들 역
- 박지훈 : 오프닝 조폭들 역
- 송태범 : 오프닝 조폭들 역
- 이상진 : 오프닝 조폭들 역
- 이석우 : 오프닝 조폭들 역
- 이준호 : 오프닝 조폭들 역
- 이천영 : 오프닝 조폭들 역
- 이홍재 : 오프닝 조폭들 역
- 조정환 : 오프닝 조폭들 역
- 최용석 : 오프닝 조폭들 역
- 임도현 : 발레 훈련생 역
- 서윤희 : 발레 훈련생 역
- 정세린 : 발레 훈련생 역
- 신선경 : 발레 훈련생 역
- 김정우 : 발레 훈련생 역
- 노윤의 : 발레 훈련생 역
- 차미진 : 발레 훈련생 역
- 전주환 : 과거 늙은남자 부하 역
- 홍준선 : 성형외과 의사 역
- 최우영 : 산부인과 의사 역
- 이얀 : 문신 지우는 의사 역
- 이정 : 간호사 역
- 조서인 : 어린이집 교사 역
- 황순원 : 중상 거래남 역
- 장현기 : 호텔 직원 역
- 윤인제 : 일본어 교사 역
- 이채윤 : 일본남자 딸 역
- 배가빈 : 아기 은혜 역
- 정해균 : 장천 역 (우정출연)
- 박철민 : 숙희 부 역 (우정출연)
- 김혜나 : 훈련소 신참여자 역 (우정출연)

## 수상
- 2017년 제26회 부일영화상 촬영상 (박정훈)
- 2017년 제54회 대종상 촬영상 (박정훈), 기술상 (김기남 외)
- 2017년 제18회 부산영화평론가협회상 기술상 (권귀덕, 박정훈)
- 2017년 제38회 청룡영화상 기술상 (권귀덕)
- 2018년 제23회 춘사영화제 여우주연상 (김옥빈)